# Rubus malacocarpus
Rubus malacocarpus är en rosväxtart som beskrevs av Paul Carpenter Standley och L. O. Williams. Rubus malacocarpus ingår i släktet rubusar, och familjen rosväxter. Inga underarter finns listade i Catalogue of Life.